# Theater Rudolstadt

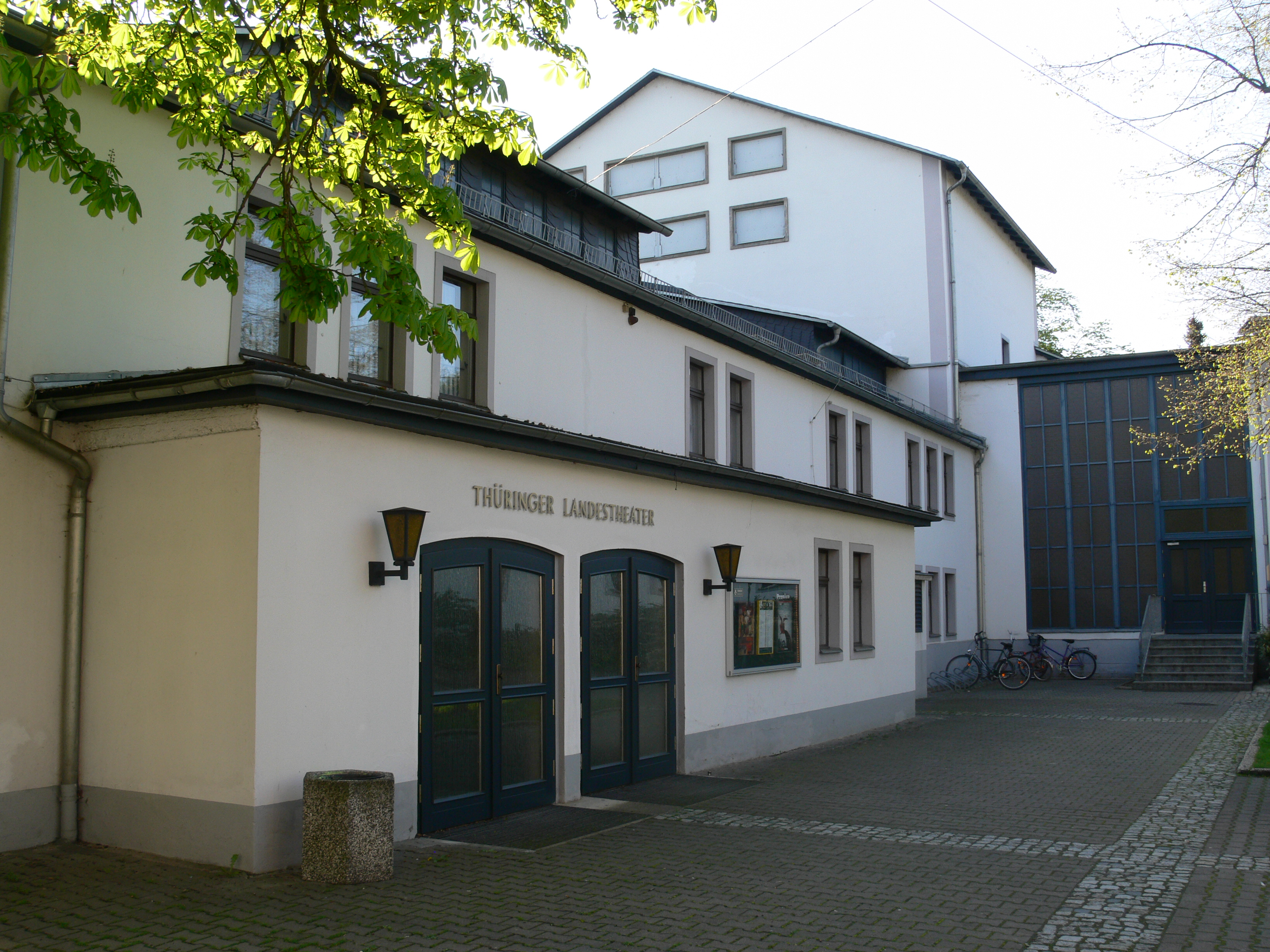
Großes Haus

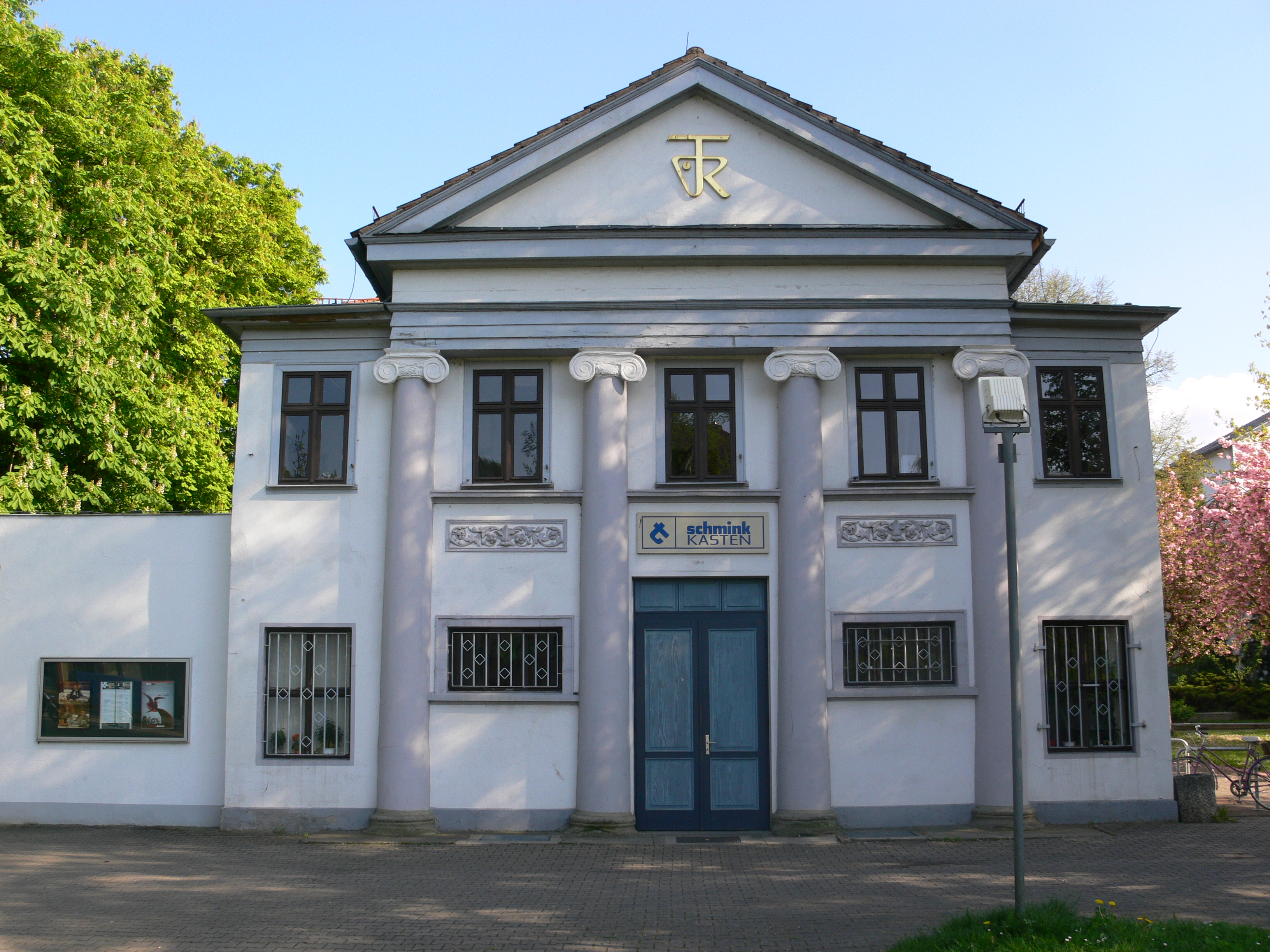
„Schminkkasten“ (Kleines Haus)

Das Theater Rudolstadt ist ein Theater in Rudolstadt in Thüringen. Es führt seine Tradition auf das 1792/93 gegründete fürstliche Sommertheater zurück. Das Thüringer Landestheater Rudolstadt ist gleichzeitig Hauptwirkungsstätte der Thüringer Symphoniker Saalfeld-Rudolstadt. Aus diesem Grund lautet die vollständige Bezeichnung Thüringer Landestheater Rudolstadt – Thüringer Symphoniker Saalfeld-Rudolstadt GmbH. Träger des Theaters ist ein Zweckverband, dem der Landkreis Saalfeld-Rudolstadt (50 Prozent) sowie die Städte Rudolstadt (38 Prozent) und Saalfeld/Saale (12 Prozent) angehören.

## Geschichte
Das Theater wurde auf Veranlassung des regierenden Fürsten Friedrich Karl von Schwarzburg-Rudolstadt in Rudolstadt auf dem Anger erbaut, um den Bürgern während der Zeit des Volksfestes des Rudolstädter Vogelschießens Bildung und Kultur zu vermitteln. Eröffnet wurde es dann am 26. Juli 1793 als ein kleiner Holz- und Fachwerkbau mit rund 500 Sitz- und Stehplätzen. 1794 und 1796 bis 1803 wurde das Theater von der Weimarischen Schauspieltruppe Goethes bespielt. Goethe unterzeichnete den Vertrag am 12. Mai 1794 und übernahm in den folgenden Jahren auch die Programmauswahl des Theaters. Er wählte die modernsten Stücke der Zeit, worunter neben seinen eigenen Werken auch die Schillers, der zweimal selbst anwesend war, und die Opern Mozarts zählten. Dies war bei dem Publikum sehr umstritten, was den Besucherzahlen jedoch nicht schadete. Dazu kamen Menschen aus ganz Thüringen und als Gäste des Fürsten der Adel aus Weimar, Sondershausen, Greiz, Schleiz und Lobenstein. Die Herrschaften mischten sich unter das Volk und „diese Herablassung gewann ihnen auch die Herzen aller“. Gespielt wurde in einer verbretterten Balkenkonstruktion, die von den Weimarischen Schauspielern als „Bratwurstbude“ bezeichnet wurde. Innen bedeckten Laufbretter den bleichen Rasen. Im abgetrennten Teil der Stehplätze verursachten die Bauern und Lehrlinge mit ihrem Schnaps und Käsebroten Ausdünstungen, die in der darüberliegenden Hofloge den heftigen Gebrauch der Fächer nötig machten.
Das Theater wurde im Laufe der Geschichte mehrfach umgebaut. Der Umbau von 1844 wurde 1848 unterbrochen, weil der Fürst seinen Landeskindern die revolutionären Forderungen nicht verzieh. 1867 folgte dann ein Umbau, bei dem jedoch sanitäre Anlagen vergessen wurden. Bis Fürst Günther Viktor von Schwarzburg-Rudolstadt am 1. November 1918 abdankte, stand die Bühne unter der fürstlichen Regierung. Nach Gründung des Freistaates Thüringen und dem Ende des Ersten Weltkrieges wurde das Theater in die städtische Verwaltung übergeben, welche akribisch versuchte, genügend Geld aufzutreiben, um das Theater umzubauen. Besonders Bürgermeister Erwin Moll setzte sich zwischen den 1920er und 1930er Jahren für das Fortbestehen und den Neubau ein. Jeder Versuch scheiterte jedoch als Folge der Weltwirtschaftskrise. In den Jahren 1922 und 1928 wurden lediglich Kleinigkeiten ausgebessert sowie 1929 der alte Kohleofen durch eine Dampfheizung ersetzt.
Obwohl das Theater drastische bauliche Mängel aufwies, initiierte es die „Historische Musikfete“, welche bedeutende Komponisten der Rudolstädter Geschichte ins öffentliche Interesse rückte. 1933 wurden die Festspiele auf die Heidecksburg erweitert. Da das Theater zur Zeit des Nationalsozialismus als „reichswichtig“ eingestuft wurde, bekam es staatliche Förderung und durfte weiterspielen, sodass auch die Festspiele nicht unterbrochen wurden. In dieser Zeit versuchte das Theater jedoch, die nationalsozialistische Propaganda in der Außendarstellung nicht zu zeigen.
Nach dem Ende des Zweiten Weltkrieges wurde 1949 die „Städtische Bühne Rudolstadt“ geschlossen und stattdessen die „Deutsche Volksbühne Rudolstadt“ eröffnet. 1954 hat das Theater seine Eigenständigkeit mit drei Spielgattungen wieder gewonnen, sodass es im Jahr 1956 von Grund auf erneuert und ein Anbau auf der Südseite erbaut werden konnte.
1970 wurden die elektronischen Anlagen erneuert, man vergrößerte, die Probebühne und baute Werkstatt- und Lagergebäude. Zeitgleich wurde auf Anregung von Uschi Amberger eine weitere Spielstätte, der „Schminkkasten“, eröffnet, in dem die Zuschauer während der Vorstellung Gastronomie genießen können. Mitte der 1970er Jahre wurde das Theater unter der Leitung des Schauspieldirektors Klaus Fiedler politischer: Er brachte kritische Themen auf die Bühne, die zeitgemäß inszeniert wurden.
1982 bis 1984 gab es weitere Theaterum- und Erweiterungsbauten. Die historische Fachwerkkonstruktion wurde abgerissen und eine Neugestaltung des Zuschauer- und Bühnenhauses erfolgte. Im Jahr 1987 wurden der Intendant Manfred Heine und sein literarischer und dramaturgischer Berater Harald Gerlach aus politischen Gründen ihres Amtes enthoben. Als Nachfolger wurde Horst Liebig berufen, unter dem das Theater zur Zeit der Wende um 1989 durch die Lesereihe „Dialog 89“ zu einem wichtigen Zentrum politischer Diskussion und der Protestbewegung wurde. Nach dem Mauerfall und der Wiedervereinigung brachen diese organisierten Besucherstrukturen weg und das Theater verlor die wichtige politische Bedeutung, sodass es sich neue Inhalte suchen musste.
Mit dem neuen Intendanten Peter P. Pachl wurde ein neues künstlerisches Konzept eingeführt, welches selten aufgeführte Stücke in den Mittelpunkt rückte. Zudem wurde das Theater dem Zweckverband »Thüringer Landestheater Rudolstadt und Thüringer Symphoniker Saalfeld-Rudolstadt« unterstellt.
In der Spielzeit 2003/2004 gingen sie eine Kooperation mit dem Theater Nordhausen ein, sodass regelmäßig Inszenierungen ausgetauscht wurden. Von 2003 bis 2008 war Axel Vornam der Intendant des Hauses und die Spielstätte für Kinder- und Jugendtheater »theater tumult« wurde gegründet.
Seit der Spielzeit 2008/2009 ist Steffen Mensching Intendant. Er legt viel Wert darauf, dass ein Orchester und ein Schauspielensemble gemeinsam unter einem Dach beherbergt sind. Er zeigte durch Stücke wie „Drunter und Drüber“ und „Die Schicksalssinfonie“, das spartenübergreifende Produktionen erfolgreich umgesetzt werden und auch überregional Anerkennung bekommen können. Dies zeigte sich unter anderem darin, dass es eine Fernsehaufzeichnung des Stückes „Drunter und Drüber“ durch den Fernsehsender »arte« gab. In der Folge kam es zu steigenden Besucherzahlen, sodass das Theater heute finanziell gesichert ist.
Seit 2017 ist das Große Haus aufgrund von Renovierungsarbeiten geschlossen, weshalb seitdem ausweichend im Theater im Stadthaus gespielt wird. Mit Beginn der Spielzeit 2017/18 das Landestheater Eisenach als Kooperationspartner hinzugekommen, wodurch Kinder und Jugendstücke ans Theater Rudolstadt gekommen sind.

## Bekannte Künstler am Theater
- Johann Wolfgang von Goethe
- Friedrich Schiller
- Carl Maria von Weber soll in der Zauberflöte mitgesungen haben
- Im Jahr 1829 gab Niccolò Paganini ein Konzert
- 1844 gab Franz Liszt ein Konzert
- Richard Wagners »Tannhäuser« wurde im Jahr 1855 kurz nach der Uraufführung hier gezeigt. Dieser hielt sich 1834 als junger Musikdirektor der Bethmannschen Operntruppe sechs Wochen lang in Rudolstadt auf.
- Robert und Clara Schumann

## Spartentheater
2008 ist das Theater in drei Sparten unterteilt:
- das Große Haus, in welchem alle Klassiker sowie Oper, Musical und zeitgenössische Stücke aufgeführt werden. Die Zuschauer sitzen wie in einem Amphitheater.
- der Schminkkasten, in welchem eher musikalische Unterhaltung und Komödien gezeigt werden. Hier sitzen die Zuschauer an Tischen und können während des Stückes der Gastronomie zusprechen und auch nach der Vorstellung verweilen.
- seit 2003 das theater tumult, das junge Zuschauer ansprechen soll. Die Zuschauer platzieren sich auf einem mehrstufigen Podest auf Sitzkissen.

## Intendanten
- 1920–1928 Erwin Hahn
- 1928–1932 Oskar Franz
- 1933–1935 Egon Schmid
- 1935–1936 Fritz Petzold
- 1937–1940 Georg Daxl (genannt Ludwig Hansen)
- 1940–1944 Martin Homburg
- 1945–1948 Helmut Diedrich
- 1948–1949 Martin Andersen (Kommissarischer Leiter Dietrich Heinicke)
- 1949 bis 1952 Das Theater hat kein eigenes Ensemble.
- 1952 bis 1953 Bespielung durch das Theater Greiz.
- 1954–1957 Johannes Suschke
- 1957–1960 Karl Schneider
- 1961–1962 Werner Kamenik
- 1963–1966 Wolfgang Sage
- 1966–1970 Günter Lange
- 1970–1980 Otto Mahrholz
- 1981–1986 Ekkehard Prophet
- 1986–1987 Manfred Heine
- 1987–1991 Horst Liebig
- 1990–1995 Peter P. Pachl
- 1995 bis 2002 Fusion mit dem Landestheater Eisenach (Johannes Steurich)
- 2003–2008 Axel Vornam
- 2008: Steffen Mensching

Steffen Mensching bleibt bis Ende Juli 2025 Intendant und Geschäftsführer der Thüringer Landestheater und Thüringer Symphoniker Saalfeld-Rudolstadt GmbH, bekam wegen erfolgreicher Tätigkeit 2020 eine vierte vierjährige Amtszeit.

## Spielstätten
In Rudolstadt
- Theater im Stadthaus
- Schminkkasten
- Schloss Heidecksburg
- Stadtbibliothek – BücherBühne
- theater tumult

In Saalfeld
- Hoher Schwarm
- Schlosskapelle
- Musikschule
- Meininger Hof

## Theaterpädagogik
Von 2000 bis 2019 war Ulrike Lenz Theaterpädagogin und Dramaturgin am Landestheater Eisenach, am Südthüringischen Staatstheater Meiningen und am Thüringer Landestheater Rudolstadt. Seit Februar 2019 hat Friederike Dumke, die Kultur- und Medienpädagogik mit dem Schwerpunkt Theater an der Hochschule Merseburg studierte, die Stelle der Theaterpädagogin am Theater Rudolstadt übernommen.
Das Theater Rudolstadt engagiert sich im Rahmen der Theaterpädagogik dafür, Kinder und Jugendliche für das Theater zu begeistern und ihnen kulturelle Bildung zu vermitteln. Kulturelle Bildung definiert nach Wolfgang Witte ein ganzheitlicheres Verständnis von allgemeiner Bildung, welches darauf abzielt, „kognitives, emotionales und soziales Lernen mit allen Sinnen“ zu ermöglichen. Die Vermittlung kultureller Bildung muss dabei zum einen aktiv und zum anderen partizipativ sein, um das Interesse junger Menschen zu wecken. Des Weiteren beschreibt sie nach Wolfgang Schneider einen Lernbereich, der es jungen Menschen schon früh möglich macht, eigene künstlerische Interessen und Stärken auszubilden und zu entdecken, was sich positiv auf die Persönlichkeitsentwicklung (Schulung der Wahrnehmungsfähigkeit, Förderung von Schlüsselkompetenzen) auswirkt. In diesem Sinne soll jedem Kind oder Jugendlichen der Zugang zum Theater ermöglicht werden, um so kulturelle Bildung und kulturelle Teilhabe für alle möglich und zugänglich zu machen, was das Theater Rudolstadt als Schnittstelle zwischen Schulen, Kindergärten sowie anderen pädagogischen Einrichtungen in diversen Projekten folgender Bereiche umsetzt. Dazu zählen: (1) TUSCH (Theater und Schule), (2) Jugendliche und Theater und (3) Musik und Theater.